# سهراب و رستم

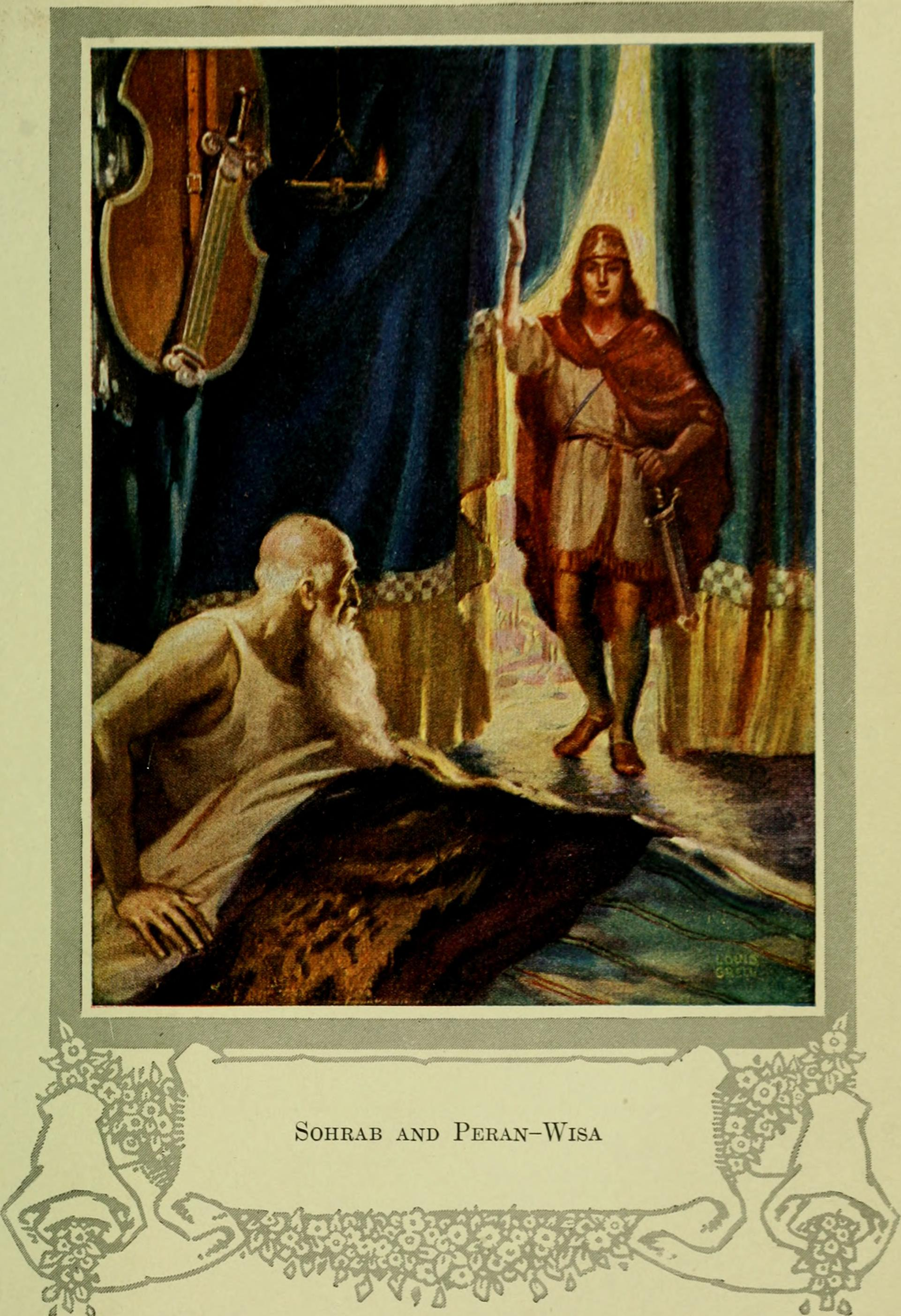
سهراب و رستم، ویسا

سهراب و رستم نام یک شعر روایی از متیو آرنولد است.
آرنولد در این شعر داستان مشهور شاهنامه را با تقلید از شیوه‌ی سنگین و سریع هومر بازگو می‌کند. او که قادر به خواندن شاهنامه به زبان اصلی نبود برای نوشتن این شعر به خلاصه‌ی داستان از تاریخ ایران جان ملکم و گزارش سنت-بوو از ترجمه‌ی منثور شاهنامه اکتفا کرد.